# 大日方邦子
大日方 邦子（おびなた くにこ、1972年4月16日 - ）は、東京都出身の元チェアスキーヤー。元東京オリンピック・パラリンピック競技大会組織委員会理事。2022年1月現在、電通グループフェロー及び電通総研副所長。

## 来歴・人物
神奈川県立柏陽高等学校、中央大学法学部卒業。NHKの教育番組ディレクターを経て、現在は電通パブリックリレーションズ勤務。2017年、早稲田大学大学院スポーツ科学研究科修了。
冬季パラリンピックにリレハンメルからバンクーバーまで5大会連続出場し、アルペンスキー競技で合計10個のメダル（金2個、銀3個、銅5個）を獲得。冬季パラリンピックにおける日本人初の金メダリスト（1998年長野大会、滑降）。
3歳のとき交通事故により右足を切断、左足にも重度の障害を負う。当初は水泳に力を入れていたが、高校2年生のときにチェアスキーを始める。
著書に『壁なんて破れる－パラリンピック金メダリストの挑戦』（2006年、日本放送協会）がある。
2010年9月2日、代表引退を表明。なお、若手選手育成のため国内大会は出場する。
2010年に選手を引退後、業務に従事しながら社会活動を行う。2017年、早稲田大学大学院スポーツ科学研究科修士修了。同2017年6月、平昌パラリンピックの選手団長に決定する。
日本パラリンピック委員会運営委員、日本パラリンピアンズ協会副会長及び会長、日本障害者スキー連盟常任理事を歴任。スポーツ庁オリンピック・パラリンピック教育に関する有識者会議委員。さらに、電通グループフェロー、電通総研副所長、あいおいニッセイ同和損害保険取締役、中央大学理事などを歴任。
2021年3月、東京オリンピック・パラリンピック競技大会組織委員会理事に就任。

## 主な記録
- 1994年リレハンメルパラリンピック
  - 滑降：5位
  - スーパー大回転：途中棄権
  - 大回転：途中棄権
  - 回転：途中棄権

- 1998年長野パラリンピック
  - 滑降：1位（日本人初の冬季パラリンピック金メダル）
  - スーパー大回転：2位
  - 大回転：3位　
  - 回転：4位

- 2002年ソルトレークシティパラリンピック
  - 滑降：途中棄権
  - スーパー大回転：7位
  - 大回転：3位　
  - 回転：3位

- 2006年トリノパラリンピック
  - 滑降：2位　
  - スーパー大回転：2位
  - 大回転：1位
  - 回転：途中棄権

- 2010年バンクーバーパラリンピック
  - 滑降：途中棄権
  - スーパー大回転：棄権
  - スーパー複合：棄権
  - 大回転：3位
  - 回転：3位